# Елвітегравір
Елвітегравір — (міжнародна транскрипція EVG) — синтетичний противірусний препарат з групи інгібіторів інтегрази для прийому всередину. Елвітегравір розроблений компанією «Gilead Sciences» за участю компанії «Japan Tobacco» та ліцензований у 2005 році. Елвітегравір пройшов III фазу клінічних досліджень у США з 2008 до 2011 року та після успішного завершення дослідження був затверджений FDA 27 серпня 2012 року як комбінований препарат разом із тенофовіром, емтрицитабіном та кобіцистатом. У травні 2013 року елвітегравір був схвалений Європейською Комісією та допущений до використання на території ЄС. У листопаді 2013 року елвітегравір був схвалений Єврокомісією для застосування як монопрепарат, а у вересні 2014 року як монопрепарат був затверджений і у США.

## Фармакологічні властивості
Елвітегравір — синтетичний противірусний препарат з групи інгібіторів інтегрази. Механізм дії препарату полягає у інгібуванні каталітичної активності ферменту вірусу ВІЛ — інтегрази, необхідної для реплікації вірусу в геном клітини господаря, що приводить до утворення неактивних вірусних частинок та гальмування подальшого поширення інфекції в організмі людини. До елвітегравіру чутливий виключно вірус ВІЛ-1. Під час проведення клінічних досліджень підтверджено вищу ефективність застосування елвітегравіру в порівнянні із ралтегравіром у пацієнтів з високим вірусним навантаженням, які раніше застосовували традиційні схеми ВААРТ, та у комбінації з ритонавіром вищу ефективність, ніж посилені ритонавіром інгібітори протеази. Елвітегравір рекомендовано застосовувати разом із ритонавіром або іншим фармакокінетичним підсилювачем (бустером) кобіцистатом.

### Фармакокінетика
Елвітегравір при прийомі всередину відносно повільно всмоктується, максимальна концентрація в крові досягається протягом 4 годин. Біодоступність препарату не досліджена. Препарат добре зв'язується з білками плазми крові. Даних за проникнення препарату через гематоенцефалічний бар'єр немає. Невідомо, чи елвітегравір проникає через плацентарний бар'єр та виділяється в грудне молоко. Метаболізується препарат в печінці з утворенням неактивних метаболітів, виводиться з організму переважно з калом (93%), частково виводиться нирками (7%) у вигляді неактивних метаболітів. Період напіввиведення елвітегравіру становить 12,9 години, немає даних про збільшення цього часу при порушеннях функції печінки та нирок.

## Показання до застосування
Елвітегравір застосовується для лікування інфекції, спричиненої вірусом ВІЛ-1 у складі комбінованої терапії у дорослих та дітей старших 12 років. Монотерапія препаратом не застосовується у зв'язку з швидким розвитком резистентності вірусу ВІЛ до препарату.

## Побічна дія
При застосуванні елвітегравіру найчастішими побічними явищами є діарея (7,1% випадків застосування), нудота (4%) і головний біль (3%). Значно рідше спостерігають біль в животі, блювання, швидку втомлюваність, свербіж шкіри, депресію, безсоння, а у осіб із попереднім психіатричним анамнезом — суїцидальні думки та суїцидальні спроби. У лабораторних аналізах можуть виявити нейтропенію, гіперглікемію, гіперхолестеринемію, гіпертригліцеридемію, гематурію, глюкозурію, підвищення активності амінотрансфераз, гаммаглютамілтранспептидази (ГГТП), креатинфосфокінази, підвищення в крові рівня білірубіну. При проведенні ВААРТ у хворих зростає імовірність розвитку серцево-судинних ускладнень, гіперглікемії та гіперлактатемії. Під час проведення ВААРТ зростає імовірність синдрому відновлення імунної системи із загостренням латентних інфекцій.

## Протипокази
Елвітегравір протипоказаний при підвищеній чутливості до препарату. З обережністю застосовують препарат при вагітності та годуванні грудьми.

## Форми випуску
Елвітегравір випускається у вигляді таблеток по 0,085 та 0,15 г. Розроблено комбінований препарат елвітегравіру разом із тенофовіром, емтрицитабіном та кобіцистатом.